# Спенсер, Уильям
Сэр Уильям Спенсер (англ. Sir William Spencer; ок. 1496 — 22 июня 1532) — английский дворянин, политический деятель, землевладелец и шериф из семьи Спенсер.

## Биография
Младший сын сэра Джона Спенсера (1455—1522), владельца имений Ходнелл, Уормлитон (Уорикшир) и Элторп (Нортгемптоншир), и Изабеллы Граунт.
Уильям Спенсер в 1529 году был пожалован в рыцари, занимал должность высшего шерифа графства Нортгемптоншир (1531—1532). После смерти Уильяма Спенсера должность высшего шерифа Нортгемптоншира получил сэр Дэвид Сесил (ок. 1460—1540).
22 июня 1532 года сэр Уильям Спенсер скончался. Он был похоронен в церкви Брингтона, приходской церкви Элторпа. Ему наследовал его сын Джон Спенсер (1524—1586).

## Семья
Сэр Уильям Спенсер был женат на Сьюзен Найтли, дочери сэра Ричарда Найтли из Фавсли (Нортгемптоншир), от брака с которой у него были один сын Джон и пять дочерей. Его дочь Изабель (ум. 1578) вышла замуж за сэра Джона Коттона (ум. 1593), депутата Палаты общин от Кембриджшира. Другая дочь, Джейн Спенсер, стала женой сэра Ричарда Бриджеса (1500—1558), члена парламента от Беркшира.
Сэр Уильям Спенсер является прямым предком по мужской линии премьер-министра сэра Уинстона Спенсера Черчилля и леди Дианы Спенсер, принцессы Уэльской.